# Рау, Йоханнес
Йоханнес Рау (нем. Johannes Rau; 16 января 1931, Вупперталь, Северный Рейн-Вестфалия — 27 января 2006, Берлин) — немецкий государственный и политический деятель; федеральный президент Германии с 1 июля 1999 по 30 июня 2004 года.

## Биография
При нацистском режиме школьником принимал участие в деятельности Исповедующей церкви.
В 1952 году Рау стал членом Общегерманской народной партии (Gesamtdeutsche Volkspartei, GVP), одним из основателей которой был бывший федеральный министр внутренних дел Густав Хайнеманн, и одновременно стал её районным председателем в Вуппертале. В 1957 году партия была распущена, и Рау вступил в Социал-демократическую партию Германии.
В 1958 году избран в парламент земли Северный Рейн-Вестфалия, в котором состоял до 1999 года. В 1978—1998 годах — премьер-министр земли Северный Рейн-Вестфалия.
В 1968 году Рау был избран в Федеральный президиум СДПГ. На парламентских выборах в 1987 году был кандидатом СДПГ в канцлеры, избран в бундестаг, но от мандата отказался. В 1994 году занял второе место на выборах президента.
Рау был членом синода Евангелической церкви Рейнланда.
В 1982 году женился на Кристине Делиус (р. 1956), внучке своего политического наставника Густава Хайнеманна.
В Минске в 1994 году открылся Минский международный образовательный центр имени Йоханнеса Рау.

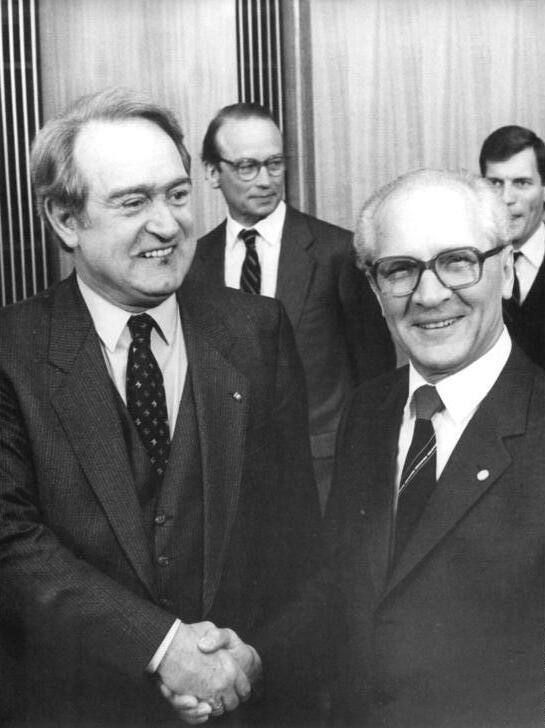
Рау и Хонеккер

## Награды
- Орден Трёх звёзд 1-й с цепью (2003)[1] и 2-й степеней (1998)[2] (Латвия)
- Большой Крест ордена «За заслуги перед Итальянской Республикой» (Италия)
- Большой крест ордена Белого льва (Чехия, 2000)
- Большой крест ордена Сокола с цепью (Исландия, 1 июля 2003 года)
- Орден Двойного белого креста 1 класса (Словакия, 9 октября 2001 года)[3]
- Орден «Стара-планина» с лентой (Болгария, 29 октября 2002 года)[4]